# تل غاوي (دنا)
تل غاوي (بالإنجليزية: Tal-e Gavi)‏ هي منطقة سكنية تقع في إيران في كهكیلویه وبویر أحمد. يقدر عدد سكانها بـ 118 نسمة .